# Poppin
«Poppin» — песня британского ютубера и рэпера KSI при участии американских рэперов Lil Pump и Smokepurpp. Песня спродюсирована американскими продюсерами Diego Ave, Go Grizzly и Mally Mall. Она была выпущена 27 марта 2020 года на лейблах RBC Records, под управлением BMG Rights Management. Эта песня является третьим синглом с дебютного альбома KSI Dissimulation, который вышел 22 мая 2020 года. Песня заняла 43-е место в UK Singles Chart.

## Продвижение
18 марта 2020 года KSI объявил через социальные сети, что он выпустит новый сингл на следующей неделе, и в тот же день он разместил обложку песни на своих страницах в социальных сетях, сообщив, что песня называется «Poppin» и что в ней примут участие Lil Pump и Smokepurpp. Песня была доступна для предварительного заказа в тот же день.

### «Poppin challenge»
30 марта 2020 года KSI объявил через социальные сети, что он будет проводить конкурс под названием «#PoppinChallenge». Он попросил людей записать свои собственные куплеты для «Poppin», и лучший куплет, по открытому голосованию, заменит куплет Lil Pump в ремиксе песни, который появится в расширенном издании предстоящего альбома KSI Dissimulation 2020 года. 17 апреля 2020 года американский ютубер-рэпер Crypt был объявлен победителем конкурса.

## Коммерческий успех
Песня вошла в UK Singles Chart под номером 43. На следующей неделе она упала до 56-го места, а затем вышла из топ-100. Песня провела две недели в UK R&B Singles Chart, достигнув высшей позиции под номером 23.

## Музыкальное видео
Аудиовизуальное видео для этой песни было загружено на YouTube-канал KSI 26 марта 2020 года. По состоянию на май 2020 года оно имеет свыше 6 миллионов просмотров. Музыкальное видео, снятое американским режиссёром TajvsJaj, было снято в Лос-Анджелесе в марте 2020 года и было загружено на YouTube-канал KSI 3 апреля 2020 года, через неделю после выхода песни. В музыкальном клипе снялась азиатская танцовщица Bailey Sok, а также эпизодические выступления американского актёра и комика King Bach и двух продюсеров песни — Diego Ave и Mally Mall. По состоянию на май 2020 года, он имеет свыше 8 миллионов просмотров. Закулисное видео съёмок музыкального клипа было загружено на YouTube-канал KSI 10 апреля 2020 года.

## Список треков
| №  | Название                                     | Длительность |
| -- | -------------------------------------------- | ------------ |
| 1. | «Poppin» (при участии Lil Pump и Smokepurpp) | 3:33         |

## Творческая группа
Адаптировано под Tidal.
- KSI – вокал, автор песни
- Lil Pump – вокал, автор песни
- Smokepurpp – вокал, автор песни
- Diego Ave – продюсер, автор песни
- Go Grizzly – продюсер, автор песни
- Mally Mall – продюсер, автор песни
- Henkka Niemistö – инженеринг
- Michalis Michael – инженеринг

## Чарты
| Чарт (2020)                         | Высшая позиция |
| ----------------------------------- | -------------- |
| Ирландия (IRMA)                     | 52             |
| Новая Зеландия (RMNZ)               | 13             |
| Шотландия (OCC Scotland)            | 25             |
| Великобритания (OCC UK Singles)     | 43             |
| Великобритания (OCC UK Hip Hop/R&B) | 23             |
| Великобритания (OCC UK Indie)       | 4              |

## История релиза
| Регион    | Дата          | Формат                     | Лейбл   | Ист.   |
| --------- | ------------- | -------------------------- | ------- | ------ |
| Различный | 27 марта 2020 | Цифровая загрузка стриминг | RBC BMG | [ 21 ] |